# Rain book
rain book（レインブック）は山本容子のソロプロジェクト。
2000年に山本と前澤ヒデノリで結成されたが、2010年6月を以て前澤が脱退、山本のソロプロジェクトとなった。ユニット名の由来は雨の日に家で本を読むような歌を伝えたいという思いから名づけられた。

## メンバー
- 山本容子 - ボーカル
  - 新潟県小千谷市で生まれ、東京都で育つ。O型のみずがめ座。小学校の頃からクラウン少女合唱団に所属していた。アンディという名前の雄の犬を飼っている。

## 元メンバー
- 前澤ヒデノリ - 作曲家
  - 大阪府に生まれ、東京都で育つ。B型のおとめ座。コナミに勤めていた経験があり、ツインビー、悪魔城ドラキュラなどの制作に携わる。りるという名前の雌の犬を飼っている。

## サポートメンバー
- 藤岡幹大[1]。通称、フレッシュ[2]。
- 田中どぼん俊光[3][4]。
- 村山遼[1][4]。

## 来歴
- 2000年5月 - 結成。
- 2008年3月5日 - タクミノートよりメジャー・デビュー。

## ディスコグラフィー

### シングル
- 心の力/お家へ帰ろう（2005年10月19日）BWCA-1077
- いつもの風景（2006年8月23日）BWCA-1109
  - NHK新潟放送局「ゆうどきネットワーク新潟」オープニングテーマ
  - カップリング曲の「ゆっくりな時間」はエンディングテーマ
- 千本桜（2008年3月5日） - デビューシングル TECG-12
  - FM新潟3月パワープレイ曲。
  - 地元の小千谷の山本山に千本の桜を植えようとする植樹の会を知り、作った曲。
  - テレビ東京系「いい旅・夢気分」エンディングテーマ
- 空の華[5]（2008年7月23日）TECG-14
  - テレビ東京系「いい旅・夢気分」エンディングテーマ
- 秋桜～届かない手紙～（2008年10月22日）TECG-16
- 雪あかり（2009年1月21日）TECG-18
  - テレビ東京系「いい旅・夢気分」エンディングテーマ
- おとうさんへ/あのね（2010年2月17日）TECG-24

### アルバム
- 花水木（2009年3月25日）TECG-30021

### ミニアルバム
- slow music（2003年11月19日）BWCP-1019
- 童謡歌集シリーズ〜秋の歌〜（2006年9月15日）WFYY-01

### カバーアルバム
- 童謡の風景〜みんなで歌おう〜（2009年9月23日）TECG-24026[6]
- 童謡の風景2〜みんなで歌おう〜（2010年3月31日）TECG-24033[7]
- 童謡の風景3〜みんなで歌おう〜（2010年5月26日）TECG-24035[8]

### ジャケットデザイン
- 全作品の切り絵のジャケットデザインは、彫刻家の村上保[9]。

## 出演番組

### レギュラーラジオ
- ゆっくりな時間(ひととき)(Vigo FM,かつしかFM,FM BLUE SHONAN)
- レインブック・いつもの風景(FM新潟)
- レインブック・ミュージックフォトブック(全国8局ネット)
- レインブック・おうちへ帰ろう(FM PORT 毎週金曜日22時～23時 終了)
- レインブックの雨の日と日曜日は(FM salus 毎週日曜日21時～22時 終了)